# Kelly Curtis
Kelly Curtis est une actrice américaine, née à Santa Monica en Californie le 17 juin 1956. 

## Biographie
Elle est la fille des acteurs Tony Curtis et Janet Leigh (ses parents divorcent en 1962). Sa sœur cadette est Jamie Lee Curtis. Elles ont eu l'occasion de tourner ensemble en 1983 dans le film Un fauteuil pour deux. 
Kelly Curtis a essentiellement tourné pour la télévision. En 1991, elle tient le rôle principal de La Secte, un film réalisé par Michele Soavi et produit par Dario Argento.
Elle a également été productrice sur plusieurs projets cinématographiques. 
Elle a mis fin à sa carrière d'actrice en 1999. Elle a réalisé par la suite un documentaire-hommage sur le film Halloween : La Nuit des masques et servi d'assistante sur plusieurs films.

## Filmographie
- 1958 : Les Vikings : la petite fille (non crédité)
- 1983 : The Renegades : Cynthia Holtson (Saison 1, épisode 6)
- 1983 : Un fauteuil pour deux : Muffy
- 1986 : Equalizer : Vicki (Saison 1, épisode 20)
- 1987 : Magic Sticks : Shirley
- 1987 : Checkpoint : Joyce
- 1988 : Equalizer : Paula Whitaker (Saison 3, épisode 18)
- 1989 : Kojak : Ariana (téléfilm) : Whitley
- 1990 : Thanksgiving Day (téléfilm) : Barbara Schloss
- 1991 : Rick Hunter : Amy Rivers (Saison 7, épisode 15)
- 1991 : La Secte (La Setta) : Miriam Kreisl
- 1991 : False Arrest (téléfilm) : Mary Durand
- 1992 : Les Dessous de Palm Beach : Sarah Lawton (Saison 1, épisode 8)
- 1993 : Star Trek : Deep Space Nine : Miss Sarada (Saison 1, épisode 5)
- 1994 : Search and Rescue (téléfilm)
- 1995 : The Sentinel : Lieutenant Carolyn Plummer  (Saison 1, épisodes 1 à 7)
- 1998 : June (court métrage)
- 1998 : Mixed Blessings : Annie Weaver
- 1999 : LateLine : Shelly (Saison 2, épisode 6)
- 1999 : Amy : Leslie Wirth (Saison 1, épisode 5)